# Religioses, les altres víctimes sexuals de l'Església
Religioses, les altres víctimes sexuals de l'Església (en francès Religieuses abusées, l'autre scandale de l'Église) és un documental francès realitzat per Éric Quintin i Marie-Pierre Raimbault en col·laboració amb Elizabeth Drevillon. El film, projectat per primera vegada per Arte el 5 de març de 2019 i vist aquell dia per 1,5 milions de teleespectadors a França, fa un repàs als abusos sexuals comesos contra religioses i de les temptatives de l'Església catòlica per dissimular aquests actes.

## Argument
La pel·lícula, basada en dos anys d'investigació, mostra que les monges de tot el món han estat i són víctimes d'abusos sexuals per part de superiors. El cas dels pares Thomas Philippe (cofundador de la comunitat L'Arca) i Marie-Dominique Philippe (fundadora de la comunitat Saint-Jean) que van violar monges durant dècades sense la intervenció de l'Església, és el tema central en el documental.
El documental descriu com, en algunes estructures, les monges eren "venudes" als sacerdots pel seu superior. Destaca un país d’Àfrica, que no s’anomena, on una trentena de monges van ser violades. Els autors especifiquen que no es tracta d'un cas aïllat i que es troben les mateixes pràctiques a tots els continents, i la conseqüència d'aquestes violacions de vegades arriba fins als embarassos no desitjats i l'obligació d'"avortar". Segons els autors, aquest abús sexual va ser particularment freqüent durant els anys vuitanta i noranta, és a dir, els "anys de la sida": «Tenint por de contraure el virus per prostitutes, aquests sacerdots violadors van recórrer a aquestes monges, considerades a priori com a "sanes"».
El documental retreu a Joan Pau II d'haver minimitzat sistemàticament les acusacions.

## Context
Als anys noranta, diverses monges ja havien cridat l'atenció sobre l'abús sexual generalitzat als monestirs africans, inclosa Maura O'Donohue que, el 1994, havia enviat a Roma un informe sobre casos en 23 països. Aquest informe només va ser publicat el 2001 pel National Catholic Reporter. El 2018, però, el papa Francesc admeté que:
| « | (francès) des prêtres se sont servis de religieuses comme esclaves sexuelles | (català) els sacerdots feien servir monges com a esclaves sexuals | » |
| — |                                                                              |                                                                   |   |

Els cineastes van intentar organitzar una trobada entre dos protagonistes de la pel·lícula i el papa Francesc, però el Vaticà oferí només una audiència privada, sense testimonis, i les dones afectades van rebutjar aquesta reunió.

## Recepció
El 20 d’abril de 2019, després de la denúncia sumarial d'un sacerdot alemany identificable al documental, el tribunal del districte d'Hamburg va dictar una ordre provisional que prohibia a l'emissora Arte continuar emetent el documental. El portaveu de la família espiritual "Das Werk" de Bregenz, el pare Georg Gantioler, va dir a petició de l'Agència Catòlica de Notícies que una comunitat d'advocats havia obtingut una ordre judicial contra Arte TV, el Frankfurter Allgemeine Zeitung i Deutschlandfunk.
El documental seria emès en català per TV3 el 13 d'abril del 2021.